# Chioneosoma peetzi
Chioneosoma peetzi är en skalbaggsart som beskrevs av Semenov 1898. Chioneosoma peetzi ingår i släktet Chioneosoma och familjen Melolonthidae. Inga underarter finns listade i Catalogue of Life.